# Dannemarie (Alto Rin)
Dannemarie en francés y oficialmente, Dammerkirch en idioma alemán,  es una localidad y comuna francesa, situada en el departamento de Alto Rin, en la región  de Alsacia.
Sus habitantes reciben en idioma francés el gentilicio de Dannemariens.

## Demografía
| 1380 | 1702 | 1965 | 1939 | 1820 | 1988 |
| Para los censos de 1962 a 1999 la población legal corresponde a la población sin duplicidades (Fuente: INSEE [Consultar]) |      |      |      |      |      |